# Richard Mitchell Bohart
Richard Mitchell Bohart, född den 28 september 1913 i Palo Alto, Kalifornien, död den 1 februari 2007, var en amerikansk entomolog som forskade om tvåvingar, steklar och vridvingar.
Auktorsnamnet Richard Mitchell Bohart kan användas för Richard Mitchell Bohart i samband med ett vetenskapligt namn inom zoologin; se Wikipedia-artiklar som länkar till auktorsnamnet.